# Кент Брокман
Кент Брокмен (англ. Kent Brockman), (справжнє ім'я — Кенні Брокельштейн), за іншою версією Брок Кентман — один із вигаданих персонажів «Сімпсонів». Кент Брокман — місцевий тележурналіст і репортер, ведучий новин і телепередач «Розумна лінія», «Око на Спрингфілд» і Три копійки на 6 каналі.

## Біографія
Точне місце народження Кента ніколи не називалося. Імовірно, що Кент народився не в США, а в Євразії та виявляється, що він єврей. Проте свою молодість Кент уже точно провів у США — він закінчив один із провідних інститутів журналістики та стартував у 1960-х на першій Спрингфілдській радіостанції, де був диктором. Трохи пізніше він працював на KBBL і був одним із перших ведучих програм прямо просто неба наприкінці 1970-х, де був репортером, питав у демонстрантів їхні думки, робив інтерв'ю і першим у 1991 презентував перший комп'ютер у Спрингфілді, у 2000 — інтернет.

## Особливості персонажу
Кент працює ведучим новин на 6 каналі. Кент — активний ведучий новин і знімається не тільки у студії, а і є репортером і часто їздить у гарячі точки. Кент вважається «Слугою Спрингфілда» і намагається будь-що дізнатись новини. Одного разу Кента на мотузці з вертольота спустили на міст, проте вертоліт захитався і Кент сильно вдарився головою об бетон. Кент побував у багатьох країнах світу та усіх гарячих точках світу — в Іраку, в Палестині в Непалі та ін. Він завжди старається бути першим на місці подій і іноді здається, що окрім Кента ніхто і не працює. Іноді Кент йде у відпустку і його заміняє Скотт Крістіан, який щиро ненавидить Кента і є його суперником. Кент завжди починає програму зі слів: З вами Кент Брокман. Новини він видає вичерпні, з найменшими подробицями з усіх країн. Проте, як і переважна більшість населення Спрингфілда, він має мало помітні, але дуже серйозні вади:
- по-перше — Кент має зайву вагу. Кент зізнався, що під час перерв у передачах він завжди їсть багато печива, п'є каву з великим вмістом цукру, а іноді, коли на нього працює Сквікі (20-річний студент, якого з будь-якої роботи швидко звільняють), користається його довірливістю і просить купити йому цукерки, які той чомусь купує за свої гроші (Кент йому не встигає йому дати свої, або Сквікі звільняють перед тим, як Брокман закінчить передачу і віддасть позичене)
- по-друге — Кент зображається спокійним і поважним чоловіком, проте йому властиві спалахи агресії та стан афекту і він може зірватись. Швидко звіріє. Можливо, має психічні розлади.
- по-третє — обличчя Кента насправді сильно розійшлося (при чому це відбувалось не раз у прямому ефірі), і утримується за рахунок підшкірних кнопок і прищіпок на шиї Кента. Очевидно, що причина розійшлості — велика кількість гриму і пластичних операцій.

Щодо його фінансового і сімейного становища — Кент мешкав колись у невеликому будинку, але виграв лотерею і почав жити як король — придбав собі замок, спортивну машину, яхту. Кент відносить себе до вищих кіл суспільства і часто буває зверхнім до інших. У нього є дружина Стефані, яка веде прогноз погоди, і колись вела її абсолютно гола до того, як в офіс не подзвонила Мардж Сімпсон (показуючи свою висококультурність і «моральність», хоча частенько сама робить протилежне до цього) і змусила її вдягнутися. Кент також має дочку Британі та сестру.